# Пало-Дуро (каньйон)
34°57′00″ пн. ш. 101°40′01″ зх. д. / 34.95° пн. ш. 101.667° зх. д.
Каньйон Пало-Дуро (англ. Palo Duro Canyon) — другий за величиною каньйон США (після Великого Каньйона). Розташований в округах Рендалл і Армстронг (штат Техас). Довжина каньйону близько 193 км (120 миль). Середня ширина 9,6 км (6 миль), місцями доходить до 32 км (20 миль). Найбільша глибина 256 м.
Каньйон сформований річкою Ред-Рівер. Геологічні формації каньйону — результат багатотисячолітньої водної та вітрової ерозії.

## Галерея

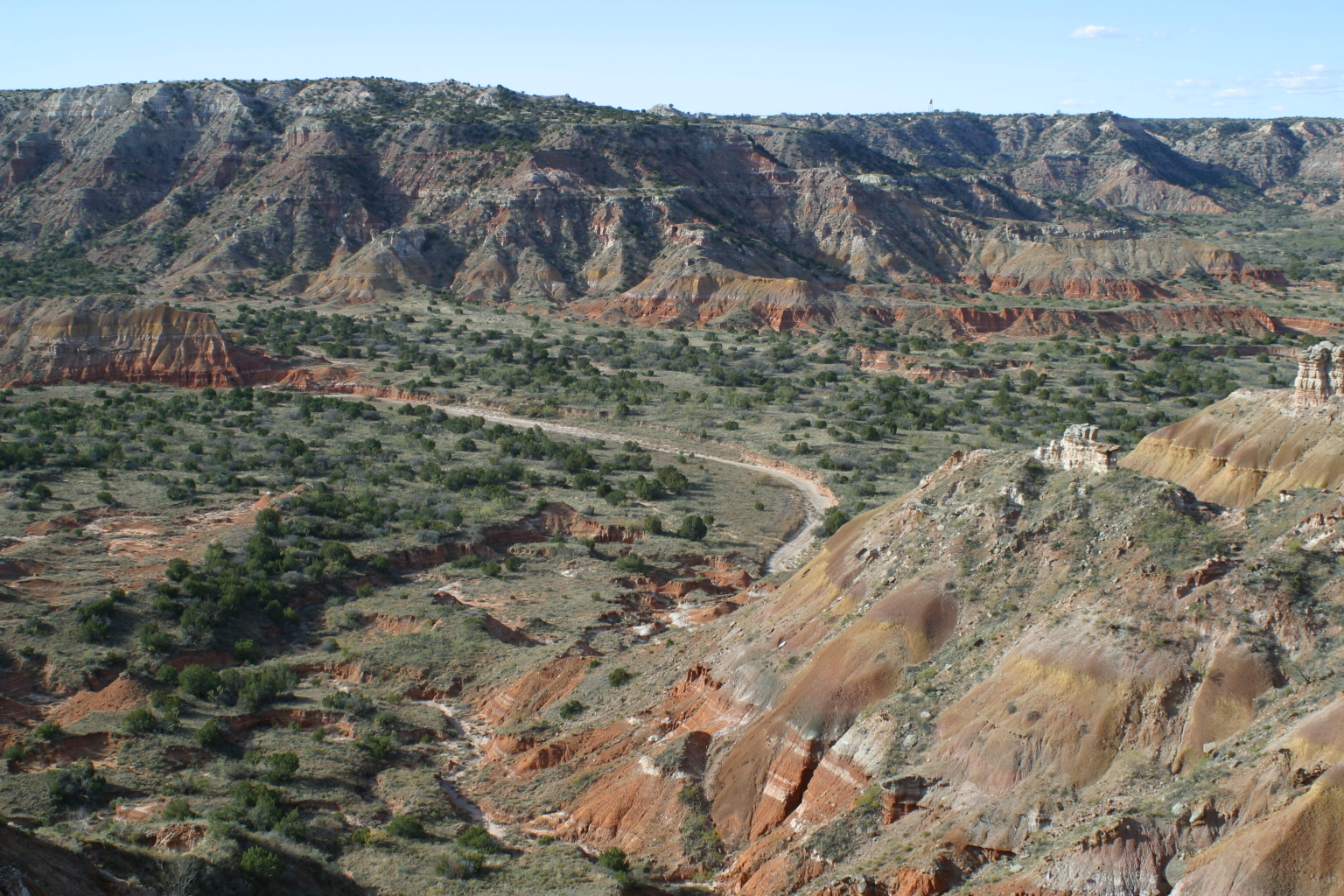
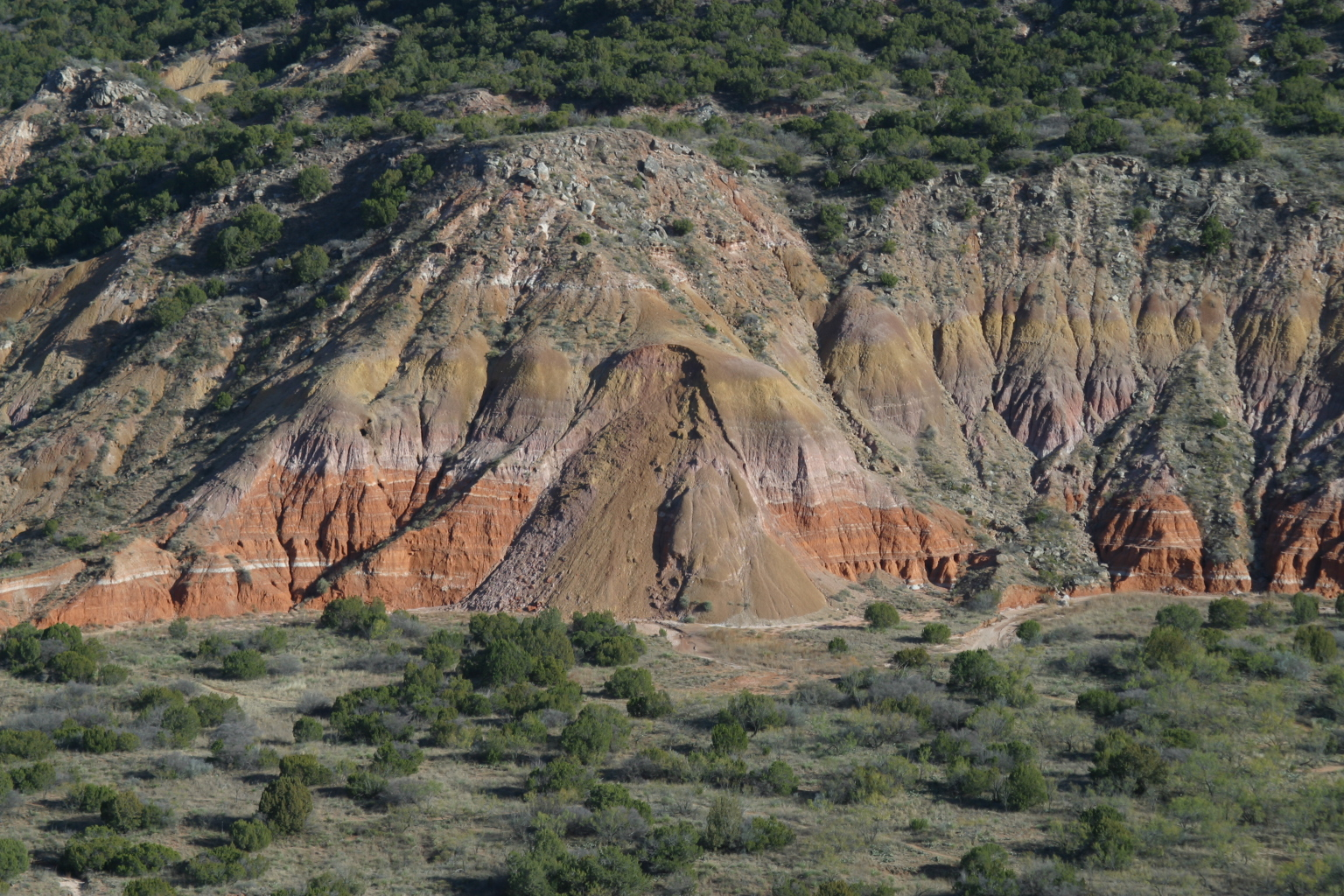
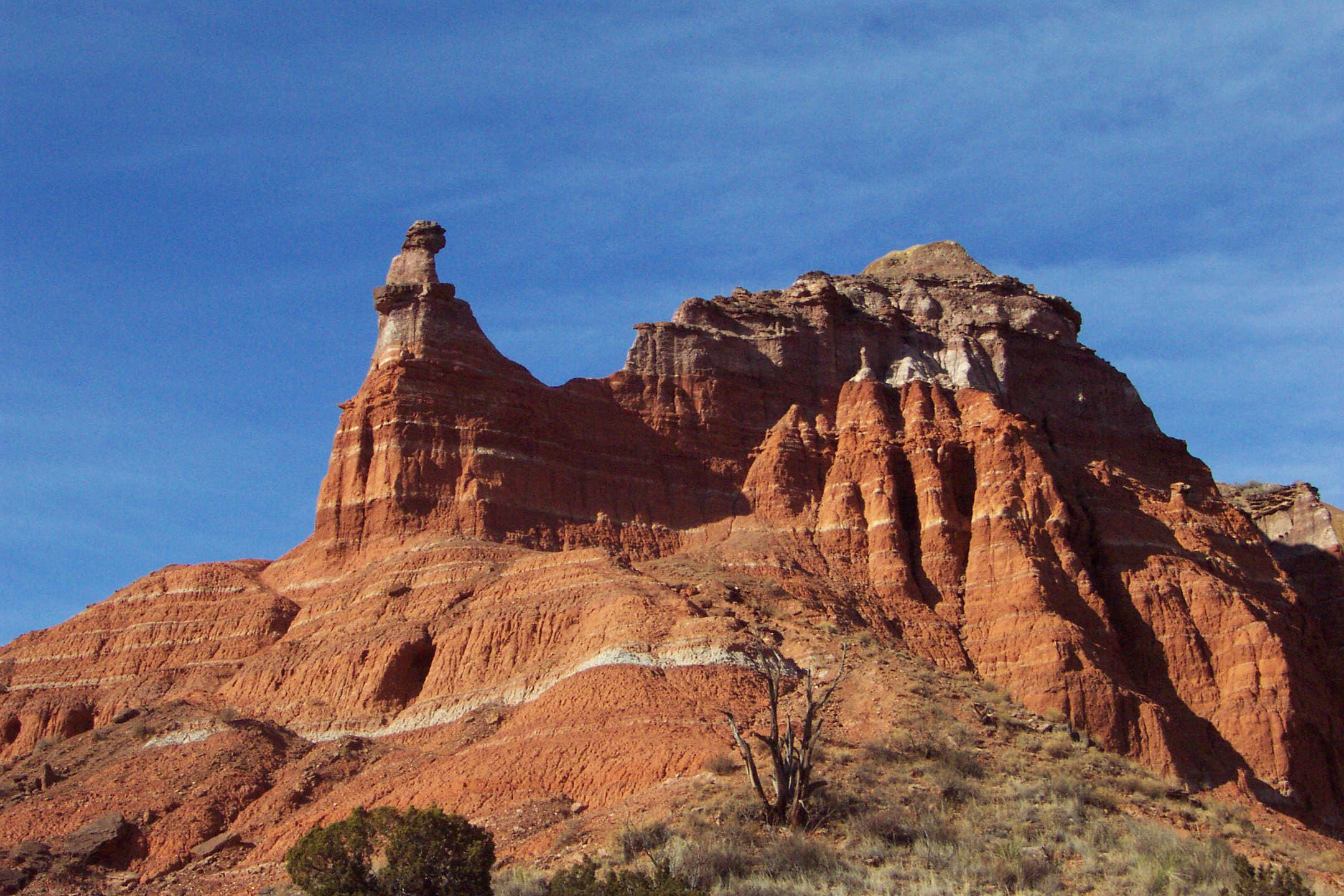
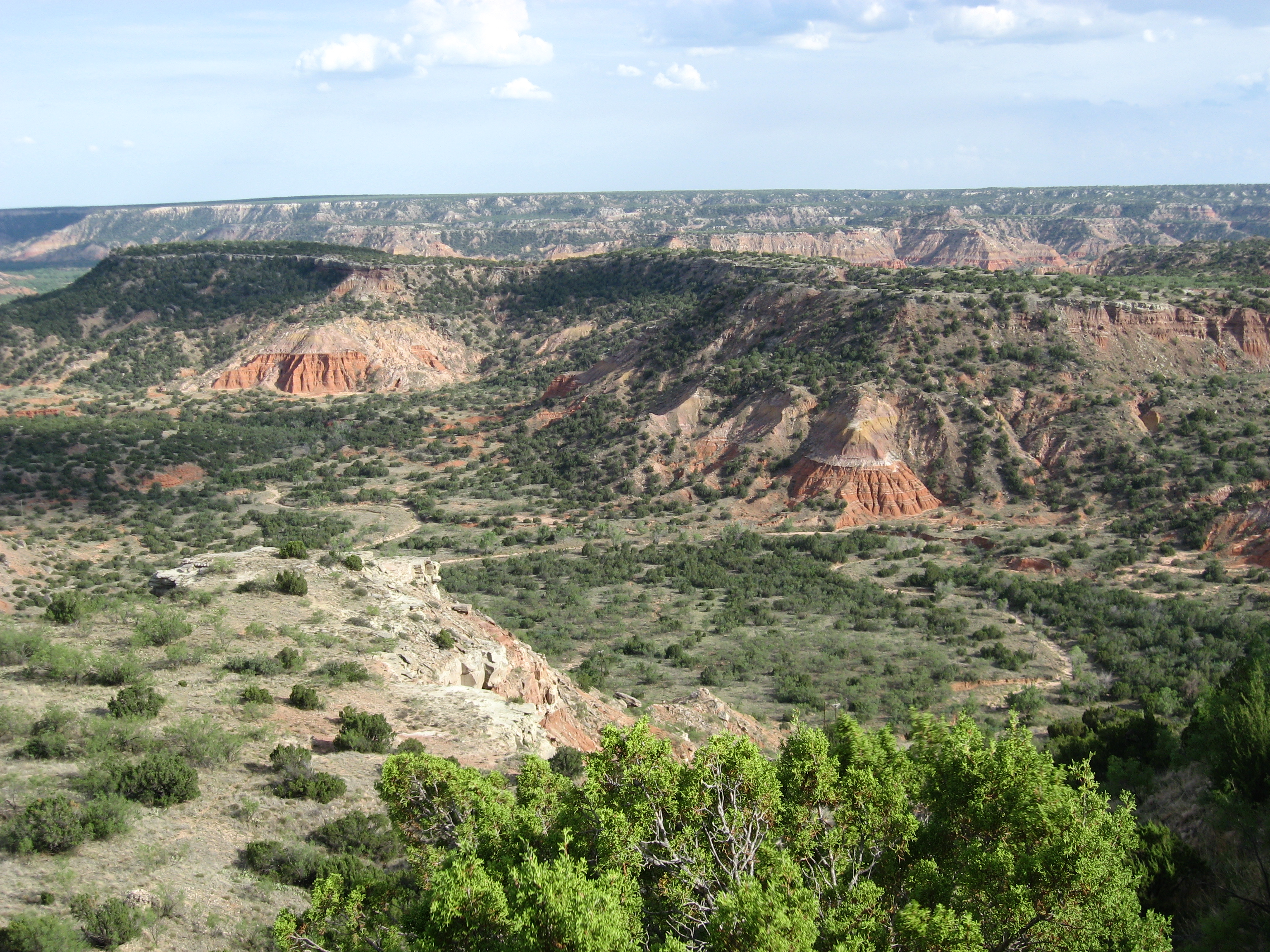

|                              |
| Панорама каньйона Пало-Дуро. |